# (3830) Trelleborg
(3830) Trelleborg est un astéroïde de la ceinture principale.

## Description
(3830) Trelleborg est un astéroïde de la ceinture principale. Il fut découvert le 11 septembre 1986 à Brorfelde par Poul Jensen. Il présente une orbite caractérisée par un demi-grand axe de 3,04 UA, une excentricité de 0,10 et une inclinaison de 9,6° par rapport à l'écliptique.

## Compléments